# Sakura Park

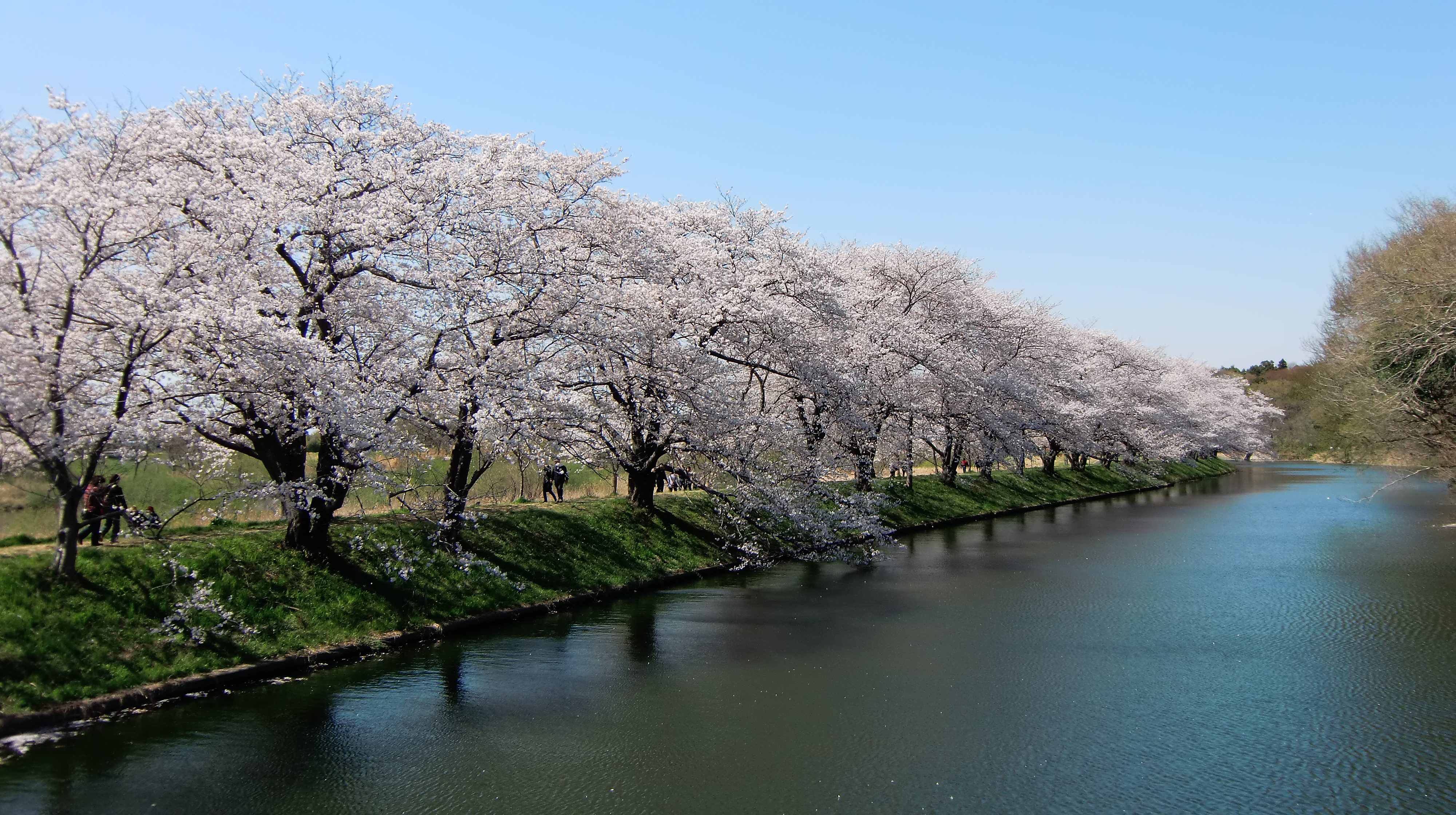
O seu parque-irmão Sakura Park, em Tsukubamirai, no Japão.

Sakura Park é um parque público, localizado no norte de Morningside Heights, em Nova Iorque.

## Localização
Situada entre a Igreja Riverside, ao sul, a Manhattan School of Music e a Claremont Avenue, a leste, a Grants Tomb no oeste, e a International House ao seu lado norte, é um pequeno espaço, mas histórico, sendo mantida pelo City of New York Department of Parks & Recreation.

## História
O parque foi originalmente chamado de Claremont Park, mas acabou mudando de nome em 1912 depois de que Comité de japoneses residentes de Nova York doou duas mil cerejeiras para a cidade, com o propósito de celebrar a amizade partilhada entre os dois países. A maioria das árvores acabaria indo para a capital do país, Washington D.C.. O terreno, originalmente de propriedade de John D. Rockefeller e comprado pela cidade de Nova Iorque para usar como extensão do Riverside Park, foi feito sua jardinagem com apoio financeiro de Rockefeller, ao longo de um período de dois anos, a partir de 1932. Em 1935, O prêmio anual da Associação de Parques de Nova York foi para John D. Rockefeller, por seu "excelente serviço para os parques da cidade".
Em 1960, outro presente foi dado ao parque (um Tōrō), desta vez pela cidade de Tóquio, quando Nova Iorque tornou-se sua cidade irmã. O ex-príncipe herdeiro e atual imperador do Japão, Akihito, estava presente durante a inauguração oficial em 10 de outubro do mesmo ano. O príncipe herdeiro Akihito, mais tarde, dedicou o presente a sua esposa, em 1987.
Em 1986, o parque foi restaurado e novas cerejeiras foram plantadas, e um pavilhão, usado como um espaço de atuação para a Manhattan School of Music, foi construído. Hideo Nomoto, o Cônsul Geral do Japão em Nova Iorque na época participou de uma cerimônia de inauguração realizada em 1986. Em seu discurso, ele declarou: "O povo do Japão, assim como os nova-iorquinos pode voltar a desfrutar as cerejeiras em Sakura Park, uma ilha tranquila localizada em Manhattan, uma ilha que nunca descansa".

## Paisagem

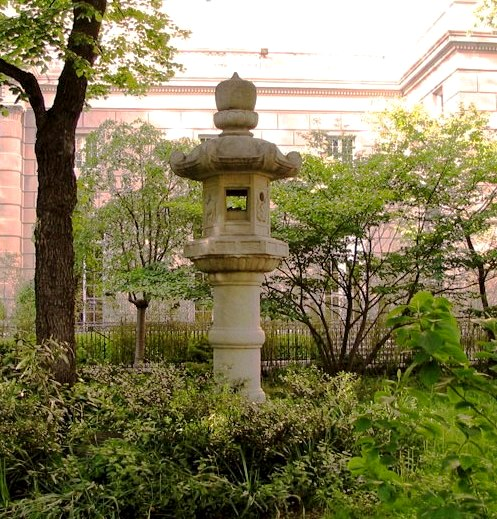
O tōrō dado à cidade de Nova Iorqie pela cidade de Tokyo, com a International House de Nova Iorque em segundo plano

O parque possui uma estátua de bronze do General Daniel Butterfield, feita por Gutzon Borglum, que se diz ter sido tão irritado com as muitas mudanças para a escultura exigidos pela comissão, que encomendou que ele assinou-o no topo da cabeça do general, alegando que este foi o único aspecto que o comitê não tinha o obrigado a mudar. A estátua está colocada na mesma direção do Tomb Grant em Riverside Drive e, portanto, parece que está olhando para o túmulo do general da Guerra Civil e do presidente em cujo governo serviu.
A paisagem é dominada por árvores. Entre as árvores há um gramado, junto com árvores de cereja. Quando a floração das cerejeiras, as pessoas de ascendência japonesa vão ao parque para celebrar a Hanami.